# Kurt Vile
Kurt Vile (født 3. januar 1980) er en sanger og guitarist fra USA. Han er bedst kendt for sin solokarriere og som medlem i indie rockbandet The War on Drugs, som han har indspillet et studiealbum med.

## Diskografi

### Solo
Studiealbums
| År   | Album                        | Højeste hitlisteplacering | Højeste hitlisteplacering | Højeste hitlisteplacering | Højeste hitlisteplacering | Højeste hitlisteplacering | Højeste hitlisteplacering | Højeste hitlisteplacering | Højeste hitlisteplacering | Højeste hitlisteplacering | Højeste hitlisteplacering | Certificeringer |
| År   | Album                        | US                        | BEL (Vl)                  | BEL (Wa)                  | DEN                       | FIN                       | NED                       | NOR                       | SWE                       | SWI                       | UK                        | Certificeringer |
| ---- | ---------------------------- | ------------------------- | ------------------------- | ------------------------- | ------------------------- | ------------------------- | ------------------------- | ------------------------- | ------------------------- | ------------------------- | ------------------------- | --------------- |
| 2008 | Constant Hitmaker            | -                         | -                         | -                         | -                         | -                         | -                         | -                         | -                         | -                         | -                         |                 |
| 2009 | God Is Saying This to You... | -                         | -                         | -                         | -                         | -                         | -                         | -                         | -                         | -                         | -                         |                 |
| 2009 | Childish Prodigy             | -                         | -                         | -                         | -                         | -                         | -                         | -                         | -                         | -                         | -                         |                 |
| 2011 | Smoke Ring for My Halo       | 154                       | -                         | -                         | -                         | -                         | -                         | -                         | -                         | -                         | -                         |                 |
| 2013 | Wakin on a Pretty Daze       | 47                        | 23                        | 95                        | 33                        | 40                        | 53                        | 21                        | 25                        | 64                        | 41                        |                 |
| 2015 | B'lieve I'm Goin Down        | -                         | -                         | -                         | -                         | -                         | -                         | -                         | -                         | -                         | -                         |                 |
| 2017 | Lotta Sea Lice               |                           |                           |                           |                           |                           |                           |                           |                           |                           |                           |                 |
| 2018 | Bottle It In                 |                           |                           |                           |                           |                           |                           |                           |                           |                           |                           |                 |

EP'er
- 2009: Fall Demons
- 2009: The Hunchback EP
- 2010: Square Shells
- 2011: So Outta Reach
- 2013: It's a Big World Out There (And I Am Scared)
- 2013: (med Sore Eros) Jamaica Plain

Singler
- 2008: "Freeway"
- 2009: "He's Alright"
- 2010: "In My Time"
- 2013: "Never Run Away"

### The War on Drugs
Studiealbum
- Wagonwheel Blues (2008)
- Slave Ambient (2011)
- Lost in the Dream (2014)

EP'er
- Demo EP (2005)
- Barrel of Batteries (2007)
- Future Weather (2010)